# ایهارا سایکاکو
ایهارا سایکاکو (به ژاپنی: 井原 西鶴 Ihara Saikaku)؛ زاده ۱۶۴۲ - درگذشته ۹ سپتامبر ۱۶۹۳) یک نویسنده اهل ژاپن بود. او مشهورترین داستان‌نویس در دوره ادو است و داستان‌های او به زندگی مردم طبقه متوسط می‌پردازد.